# Wiśniowa (Petite-Pologne)
Pour les articles homonymes, voir Wiśniowa.
Wiśniowa est une localité polonaise, siège de la gmina de Wiśniowa, située dans le powiat de Myślenice en voïvodie de Petite-Pologne.